# Открытый чемпионат Франции по теннису 2008
Открытый чемпионат Франции 2008 — 107-й розыгрыш ежегодного профессионального теннисного турнира серии Большого шлема, проводящегося во французском Париже на кортах местного теннисного центра «Roland Garros». Традиционно выявляются победители соревнования в девяти разрядах: в пяти — у взрослых и четырёх — у старших юниоров.
В 2008 году матчи основных сеток прошли с 25 мая по 8 июня. Соревнование традиционно завершало основной сезон турниров серии на данном покрытии.
Прошлогодние победители среди взрослых:
- в мужском одиночном разряде —  Рафаэль Надаль
- в женском одиночном разряде —  Жюстин Энен
- в мужском парном разряде —  Марк Ноулз и  Даниэль Нестор
- в женском парном разряде —  Алисия Молик и  Мара Сантанджело
- в смешанном парном разряде —  Натали Деши и  Энди Рам

## Общая информация
Жюстин Энен могла стать первой теннисисткой в «Открытую эру», которая смогла выиграть подряд 4 титула в одиночном разряде на Roland Garros за четыре года, однако бельгийка не защищала свой трофей, завоёванный в 2007 году, поскольку 14 мая заявила о своём уходе из протура и завершении активной игровой карьеры.
В мужском одиночном разряде на подобное же достижение претендовал испанец Рафаэль Надаль (только здесь это уже было бы повторение достижений Бьорна Борга (в 1978-81-м годах)).

## Соревнования

### Взрослые

#### Мужчины. Одиночный турнир
Рафаэль Надаль обыграл  Роджера Федерера со счётом 6-1, 6-3, 6-0.
- Надаль выигрывает 1-й титул в сезоне и 4-й за карьеру на соревнованиях серии.
- Федерер уступает 1-й финал в сезоне и 3-й за карьеру на соревнованиях серии.

#### Женщины. Одиночный турнир
Ана Иванович обыграла  Динару Сафину со счётом 6-4, 6-3.
- Иванович с третьей попытки выигрывает финал турнира серии.
- Сафина уступает свой дебютный финал на соревнованиях серии.

#### Мужчины. Парный турнир
Пабло Куэвас /  Луис Орна обыграли  Даниэля Нестора /  Ненада Зимонича со счётом 6-2, 6-3.
- Куэвас и Орна выигрывают свой дебютные титулы на турнирах серии.

#### Женщины. Парный турнир
Анабель Медина Гарригес /  Вирхиния Руано Паскуаль обыграли  Кейси Деллаккву /  Франческу Скьявоне со счётом 2-6, 7-5, 6-4.
- Медина Гарригес выигрывает свой дебютный титул на турнирах серии.
- Руано Паскуаль выигрывает 1-й титул в сезоне и 9-й на соревнованиях серии.

#### Микст
Виктория Азаренко /  Боб Брайан обыграли  Катарину Среботник /  Ненада Зимонича со счётом 6-2, 7-6(4).
- Азаренко выигрывает 1-й титул в сезоне и 2-й за карьеру на соревнования серии.
- Брайан выигрывает 1-й титул в сезоне и 4-й за карьеру на соревнования серии.

### Юниоры

#### Юноши. Одиночный турнир
Ян Цзунхуа обыграл  Ежи Яновича со счётом 6-3, 7-6(5).
- представитель Азии выигрывает французский турнир серии впервые с 1979 года.

#### Девушки. Одиночный турнир
Симона Халеп обыграла  Елену Богдан со счётом 6-4, 6-7(3), 6-2.
- представительница Румынии выигрывает французский турнир серии впервые с 1974 года.

#### Юноши. Парный турнир
Хенри Континен /  Кристофер Рунгкат обыграли  Яна-Фредерика Брункена /  Мэтта Рида со счётом 6-0, 6-3.
- Представители Финляндии и Индонезии впервые выигрывают французский турнир серии.

#### Девушки. Парный турнир
Полона Херцог /  Джессика Мур обыграли  Лесли Керкхове /  Аранчу Рус со счётом 5-7, 6-1, [10-7].
- Представительница бывшей СФРЮ впервые побеждает на французском турнире серии.
- представительница Австралии выигрывает французский турнир серии впервые с 1998 года.